# The Lego Movie 2 Videogame
The Lego Movie 2 Videogame — компьютерная игра от Traveller's Tales, изданная Warner Bros. Interactive Entertainment. Игра основана по фильму «Лего. Фильм 2» и также является сиквелом The Lego Movie Videogame. Игра вышла 26 февраля 2019 года для платформ PlayStation 4, Windows и Xbox One, через 19 дней после премьеры «Лего. Фильм 2». 26 марта 2019 года игра вышла для Nintendo Switch. Получила низкие отзывы за копирование геймплея игры Lego Worlds.

## Игровой процесс
Игровой процесс заимствован из Lego Worlds и Lego Dimensions, имеет новых дополнительных персонажей и улучшенную боевую механику, как и в первой игре. В игре представлены миры и персонажи из обоих фильмов. Игроки создают различные структуры, чтобы получить доступ к новым уровням..

## Отзывы
| Сводный рейтинг | Сводный рейтинг |
| Агрегатор       | Оценка          |
| --------------- | --------------- |
| GameRankings    | 55,40 %         |

Игра получила низкие оценки из за копирования геймплея игры Lego Worlds и полное отсутствие сюжета.